# Årberget
Årberget är ett berg i Falu kommun. Det skogklädda berget ligger omkring en mil nordost om centralorten, mellan orterna Danholn, Blixbo, Karlsbyheden, Sundborn och Kårtäkt. Över Årberget löper ett långt elljusspår i Karlsbyhedens IK:s regi, vilket förbinder platser på olika sidor om berget. Delar av Årberget korsas också av de allmänna vägarna Sundborn-Danholn och Sundborn-Karlsbyheden. 